# Молоховка
Молоховка (Молоховая) — река в Монастырщинском и Краснинском районах Смоленской области России. Правый приток Вихры.
Длина 53 км. Исток у деревни Болтутино Краснинского района на юго-западе Краснинской возвышенности. Направление течения: юго-восток. Устье напротив деревни Зальково. Берега реки безлесые и сильно подвержены эрозии.
Имеет притоки (снизу вверх):Симаковка, Поповка, Витеневка, Каменка, Берёзовка, Куброть (с притоком Оршанец), Артыхань (с притоком Ржавка), Драгонка, Каменка, Селеченка, Молохова.